# 1909 en science
| Années de la science : 1906 - 1907 - 1908 - 1909 - 1910 - 1911 - 1912    |
| Décennies de la science : 1870 - 1880 - 1890 - 1900 - 1910 - 1920 - 1930 |

Cet article présente les faits marquants de l'année 1909 en science.

## Événements

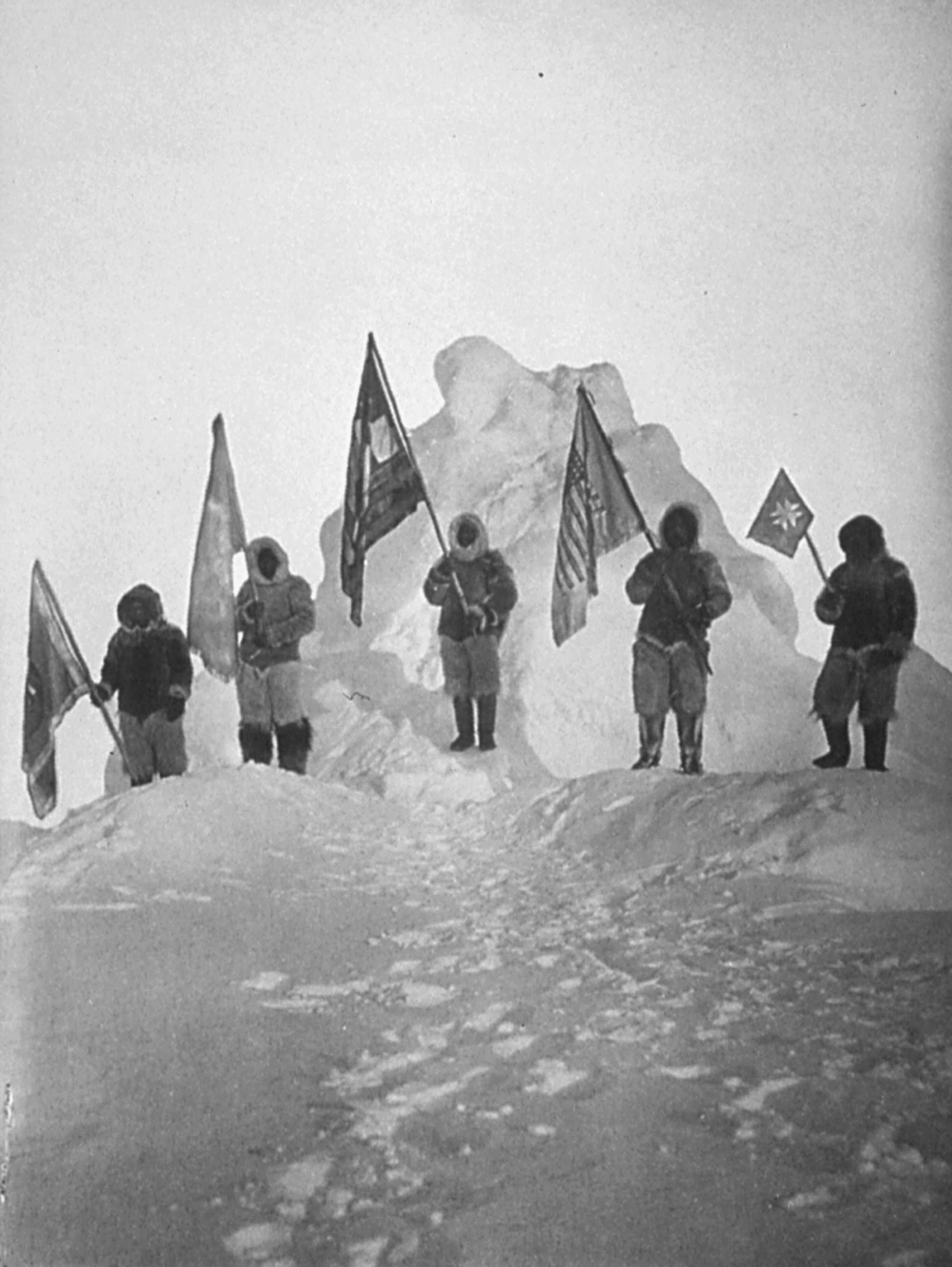
Expédition Peary au pôle nord

- 12 janvier : première séance de la Société de radiologie médicale de Paris constituée le 17 décembre 1908[1].
- 16 janvier, expédition Nimrod : l'explorateur britannique Ernest Shackleton atteint le pôle Sud magnétique[2].

- 6 avril : les explorateurs américains Robert Edwin Peary, Matthew Henson et quatre Inuits auraient atteint le pôle Nord[3]. Une polémique éclate avec Frederick Cook, qui prétend avoir atteint le pôle le 21 avril 1908. Le Congrès des États-Unis tranche en faveur de Peary[4].

- 14 mai : l'ingénieur français René Lorin dépose à Paris un brevet pour un avion à réaction délivré le 23 juillet[5].

- 20 août : la planète naine Pluton est photographiée pour la première fois à l'observatoire Yerkes à Williams Bay au Wisconsin, 21 ans avant d'être identifiée[6].

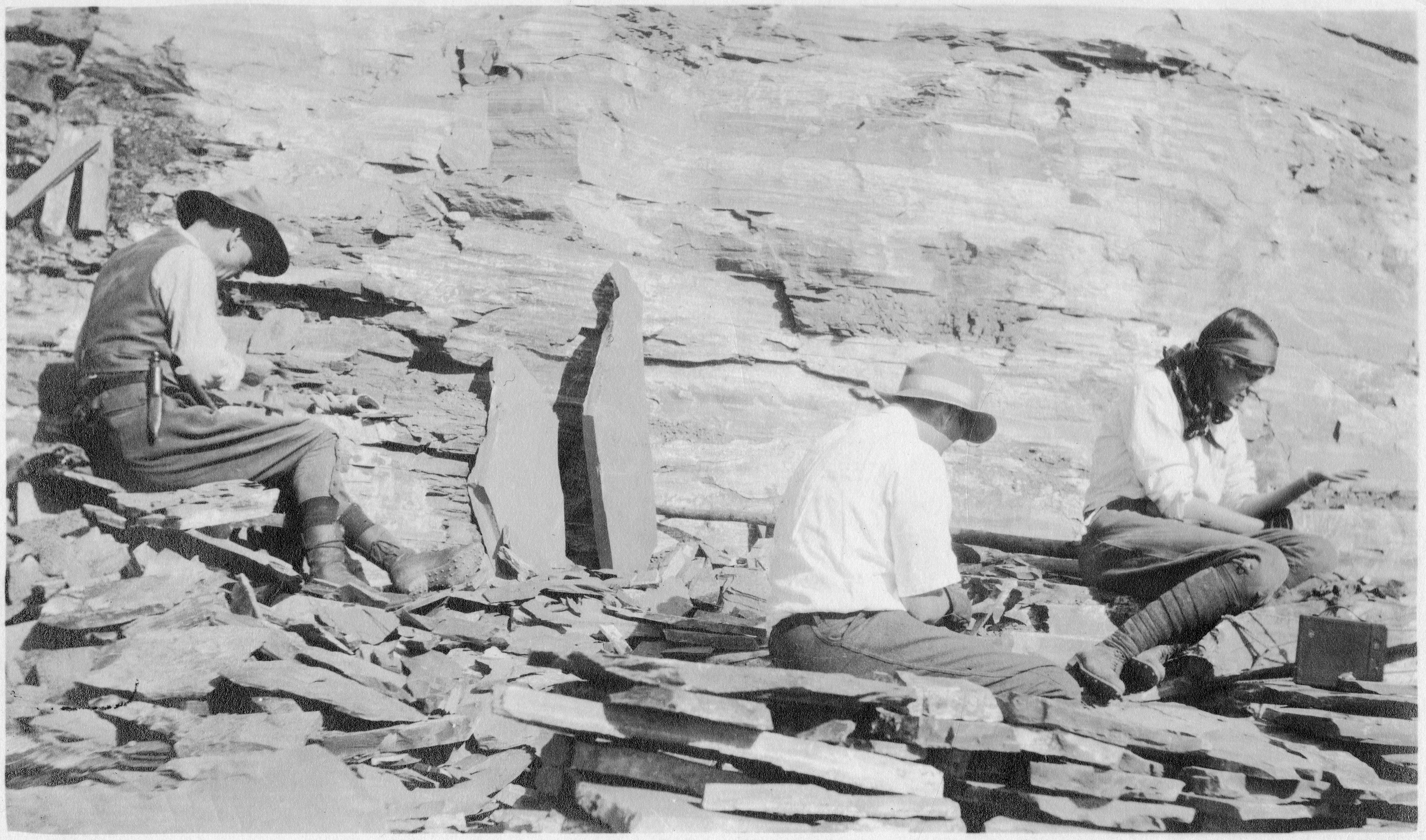
C. Walcott et ses enfants fouillant les schistes du Burgess en 1913

- 30 août : le paléontologue américain Charles Doolittle Walcott découvre des fossiles dans les schistes de Burgess en Colombie-Britannique au Canada[7].
- 6-10 septembre : cinq leçons sur la psychanalyse, série de conférences de Sigmund Freud à l'Université Clark aux États-Unis[8].
- 1er décembre : Freud expose à la Société psychanalytique de Vienne ses théories sur Léonard de Vinci[9].

- Le biologiste danois Wilhelm Johannsen utilise le terme de gène pour désigner l’unité de base contenant le code de l’hérédité[10].
- Le bactériologiste allemand Paul Ehrlich invente la chimiothérapie en créant un traitement à base d'arsenic contre la syphilis, le salvarsan 606[11].
- Le mathématicien finlandais Karl Sundman donne une solution analytique exacte au problème des trois corps[12].

### Sciences physiques
- 8 février : le chimiste américain d’origine belge Leo Baekeland présente son invention, la Bakélite à l'American Chemical Society. Il obtient un brevet le 7 décembre[13].

- 31 mars : le chimiste allemand Fritz Haber dépose un brevet pour le procédé Haber de synthèse de l'ammoniac à partir du diazote atmosphérique. Après une démonstration aux représentants de BASF le 2 juillet, Carl Bosch est chargé de développer le procédé à l'échelle commerciale[14].

- 29 mai : dans un article publié dans le Biochemische Zeitschrift, le chimiste danois Søren Sørensen introduit le concept de pH et développe une méthode de mesure de l'acidité[15].

- 22 août : le chimiste allemand Fritz Hofmann obtient une brevet allemand pour la première méthode de préparation du caoutchouc synthétique[16].
- 27 décembre : création de l'Institut du radium à Paris[17].

- Ernest Rutherford, Hans Geiger, et Ernest Marsden réalisent l'expérience de la feuille d'or, qui prouve que l'atome est composé d'un noyau positif extrêmement dense entouré d'un nuage électronique diffus[18].
- Le physicien américain Robert Millikan mesure la charge élémentaire de l'électron avec une précision inégalée grâce à son expérience de la goutte d'huile, qui confirme que tous les électrons ont la même charge et masse[19].
- Les frères Eugène  et François Cosserat publient leur théorie des milieux continus à directeur[20].
- Le physicien autrichien Paul Ehrenfest présente le paradoxe d'Ehrenfest, situation dans laquelle la géométrie de l'espace n'est pas la même pour deux observateurs différents[21].

## Prix
- Prix Nobel

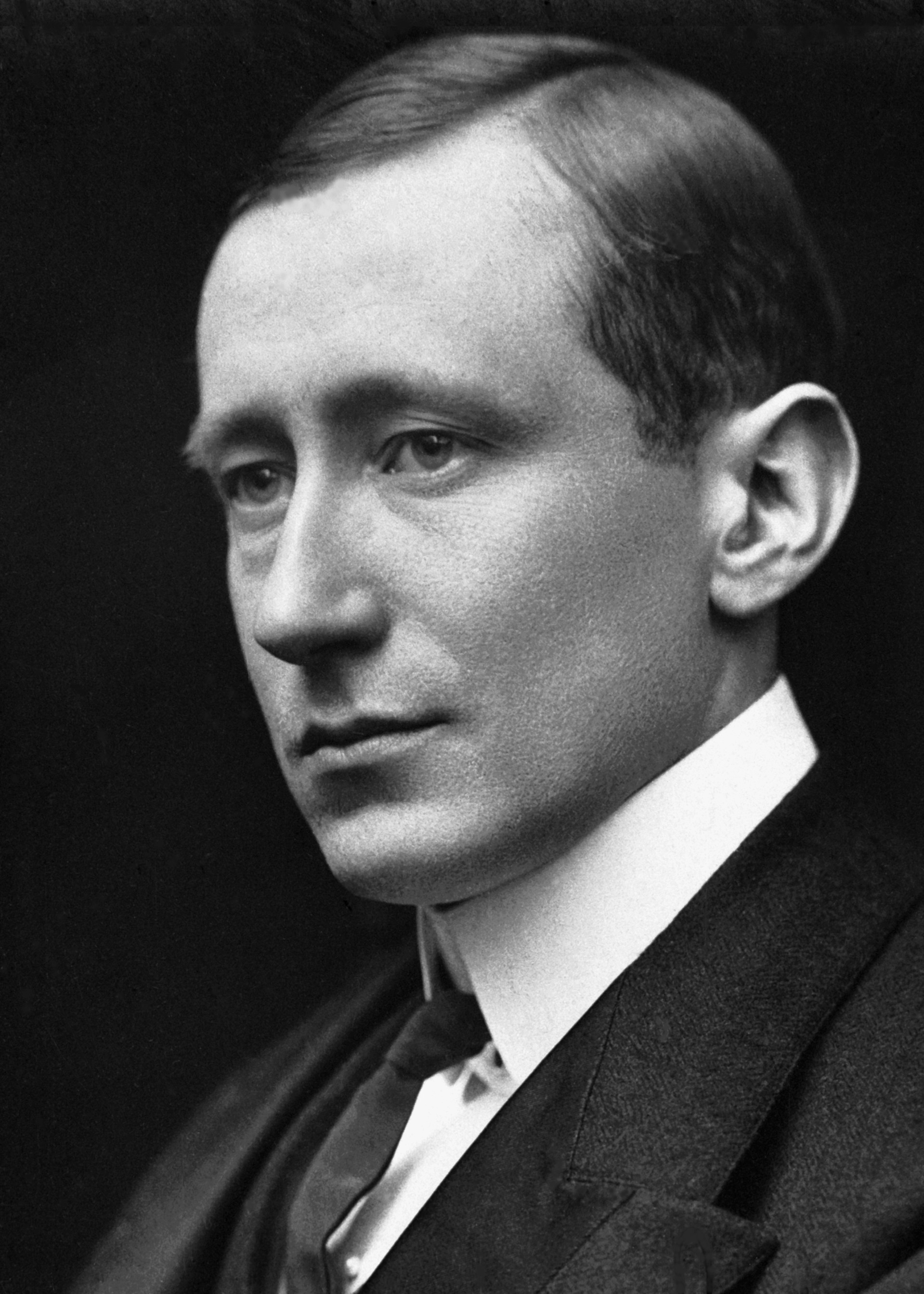
Guglielmo Marconi

  - Physique : Guglielmo Marconi, Karl Ferdinand Braun (TSF).
  - Chimie : Wilhelm Ostwald (allemand) (catalyse).
  - Physiologie ou médecine : Emil Theodor Kocher (Suisse) (thyroïde).

- Médailles de la Royal Society
  - Médaille Copley : George William Hill
  - Médaille Davy : James Dewar
  - Médaille Hughes : Richard Glazebrook
  - Médaille royale : Ronald Ross, Augustus Edward Hough Love

- Médailles de la Geological Society of London
  - Médaille Lyell : Percy Fry Kendall (en)
  - Médaille Murchison : Grenville Arthur James Cole (en)
  - Médaille Wollaston : Horace Bolingbroke Woodward (en)

- Prix Jules-Janssen (astronomie) : William Henry Pickering
- Médaille Bruce (astronomie) : George William Hill
- Médaille Linnéenne : Frederick Orpen Bower

## Naissances
- 2 janvier :

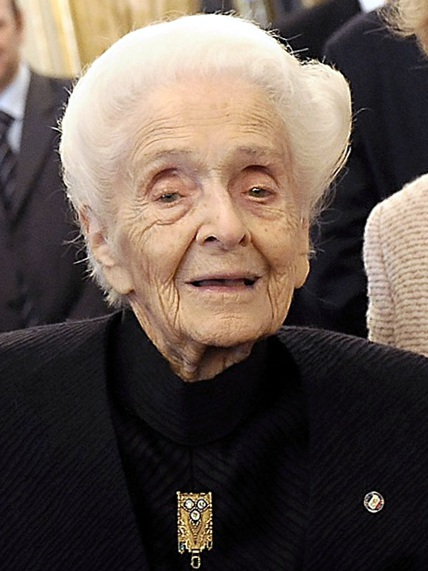
Rita Levi-Montalcini

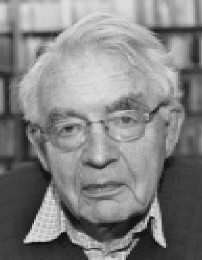
Hendrik Casimir

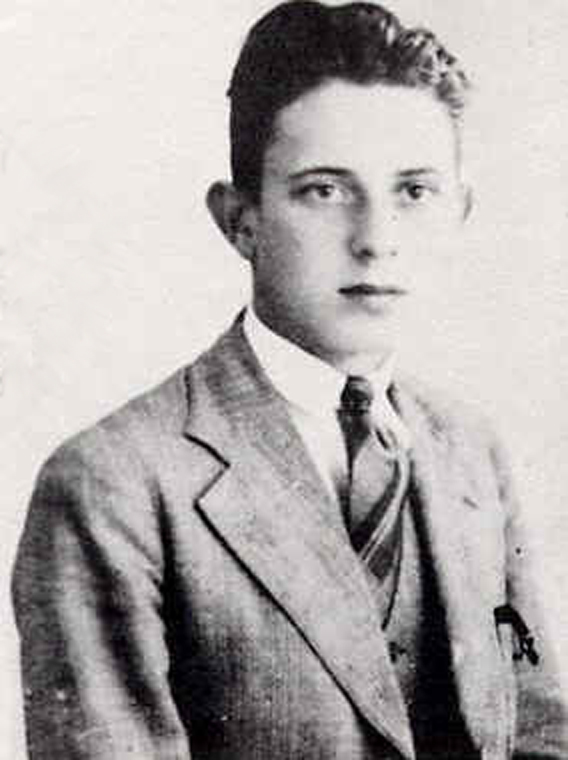
Jerzy Różycki

  - Jean Barriol (mort en 1989), chimiste français.
  - Tawhida Ben Cheikh (morte en 2010), médecin, pédiatre puis gynécologue tunisienne.
- 8 janvier : Nikolaos Platon (mort en 1992), archéologue grec.

- 13 janvier : Olin Wilson (mort en 1994), astronome américain.
- 22 janvier : Faustino Cordón (mort en 1999), biochimiste espagnol.
- 23 janvier : Tatiana Proskouriakoff (morte en 1985), épigraphiste, archéologue et ethnologue américaine.
- 27 janvier :  Paul Lévy (mort en 1998), ethnologue français.

- 1er février : Charles Schützenberger (mort en 1881), médecin alsacien.

- 7 mars : Roger Randall Dougan Revelle (mort en 1991), océanographe et climatologue américain.
- 11 mars : Harold Norman Moldenke (mort en 1996), botaniste et taxonomiste américain.
- 12 mars : Alexandre Varille (mort en 1951), égyptologue français.
- 28 mars : Arthur Dale Trendall (mort en 1995), historien de l'art et archéologue néo-zélandais.
- 31 mars : Jules Geheniau (mort en 1991), mathématicien et physicien belge.
- Rita Levi-Montalcini, neurologue italienne, prix Nobel de physiologie ou médecine en 1986.
- 26 avril : Margaret Blackwood, botaniste et généticienne australienne (morte en 1986)

- 2 mai : Georgette Soustelle (morte en 1999), ethnologue française.
- 4 mai : Denise Paulme (morte en 1998), anthropologue française.
- 14 mai : Robert Serber (mort en 1997), physicien américain.

- 9 juin : Michael Szwarc (mort en 2000), chimiste américain.

- 12 juillet : Constantin Noica (mort en 1987), philosophe, essayiste, logicien, journaliste et poète roumain.
- 15 juillet : 
  - Hendrik Casimir (mort en 2000), physicien néerlandais.
  - William Cochran (mort en 1980), statisticien écossais.
- 21 juillet : Iorwerth Eiddon Stephen Edwards (mort en 1996), égyptologue britannique.
- 24 juillet : Jerzy Różycki (mort en 1942), mathématicien et cryptologue polonais.
- 5 août : Michel de Boüard (mort en 1989), historien et archéologue français.
- 21 août : Nikolaï Bogolioubov (mort en 1992), mathématicien et physicien russe.
- 23 août : 
  - Eva Justin (morte en 1966), anthropologue allemande.
  - Florence Nightingale David (morte en 1993), statisticienne britannique.

- 10 septembre : Dorothy Hill (morte en 1997), géologue, zoologiste et paléontologue australienne.
- 14 septembre : Peter Scott (mort en 1989), ornithologue britannique.

- 4 octobre : James B. Pritchard (mort en 1997), archéologue américain.
- 15 octobre : Jesse Greenstein (mort en 2002), astronome américain.
- 19 octobre : Marguerite Perey (morte en 1975), chimiste et physicienne française.
- 9 novembre : Massimo Pallottino (mort en 1995), historien et archéologue italien.

- 10 décembre : Robert Wauchope (mort en 1979), archéologue et anthropologue américain.
- 14 décembre : Edward Lawrie Tatum (mort en 1975), généticien américain, prix Nobel de physiologie ou médecine en 1958.

## Décès

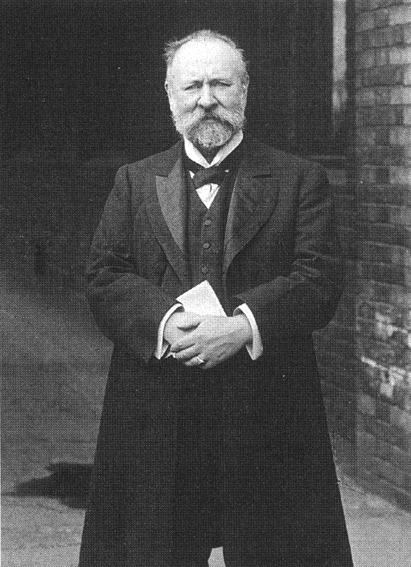
Richard Bowdler Sharpe

- 8 janvier : Harry Govier Seeley (né en 1839), paléontologue britannique.
- 12 janvier : Hermann Minkowski (né en 1864), physicien allemand.
- 22 janvier : Emil Erlenmeyer (né en 1825), chimiste allemand.
- 29 janvier : Wilfred Hudleston Hudleston (né en 1828), géologue britannique.
- 13 février : Hans Peter Jörgen Julius Thomsen (né en 1826), chimiste danois.
- 14 février : Adolphe de Dion (né en 1823), archéologue français.
- 17 février : Carl August Bolle (né en 1821), naturaliste et collectionneur allemand.

- 3 mars : Guy de Charnacé (né en 1825), écrivain, journaliste, agronome et musicologue français.
- 6 mars : August Mau (né en 1840), historien de l'art et archéologue allemand.

- 2 avril : William Henry Edwards (né en 1822), entomologiste américain.

- 13 mai : Heinrich Limpricht (né en 1827), chimiste allemand.

- 11 juillet : Simon Newcomb (né en 1835), astronome, mathématicien, économiste et statisticien américain d'origine canadienne.
- 24 juillet : Eugène Rolland (né en 1846), ethnologue français.

- 27 août : Emil Christian Hansen (né en 1842), physiologiste danois.

- 25 décembre : Richard Bowdler Sharpe (né en 1847), zoologiste britannique.